# Куракин, Пётр Андреевич
Князь Пётр Андреевич Куракин или Булгаков-Куракин (ум. 1575) — русский военный и государственный деятель, голова, воевода, наместник и боярин в царствование Ивана Грозного.
Из княжеского рода Куракиных. Сын родоначальника княжеского рода Куракины — Булгакова Андрея Ивановича Курака.

## Биография
В 1538 году упоминается среди голов Большого полка в Коломне, потом на берегу реки Осётр.
В 1540-1541 годах — сперва двадцатый есаул в Колыванском походе, а потом первый воевода и наместник в Туле. В июне 1541 году отражал Крымский набег на Русь хана Сахиб-Гирея, в августе вновь воевода в Туле.
В 1542 году первый воевода в Туле, в августе соединяясь с другими воеводами ходил за вторгнувшимися в рязанские и зарайские места крымские отряды и идя за ними до Дона, на Куликовом поле их разбил, гнался за ними до речки Мечи и многих пленил.
В июле 1543 года первый воевода в Рязани «за городом».
В апреле 1546 года — первый воевода в Туле. В декабре князь Пётр Андреевич был направлен в русские города для смотра невест великому московскому князю.
В июле 1547 года — сперва второй, а после годовал первым воеводой в Серпухове.
В 1548 году — в мае второй воевода большого полка «на берегу», под Коломной и Каширой, а на возвратном пути в походе Государя с Работки в Нижний Новгород и Владимир второй воевода Большого полка.
В январе 1549 году участвовал в приёме литовского посла С. П. Кишки и Я. Ю. Комаевского в Москве, сидел за столов по правую руку.
В 1551 году в апреле воевода, водил к Казани Передовой полк судовой рати. В октябре написан десятым в первую статью Московского списка (московский дворянин),В это же время записан в Дворовой тетради, как тысячный из Переславля.
Во время Казанского похода 1552 года водил сторожевой полк от Казани к Арску, первый воевода судовой рати с царём Шигалеем, пришёл на реку Свияга, где поставили крепость Свияжск, по указу царя посадил на Казанское царство царя Шигалея. В июле послан от Государя из Мурома в Казань. В сентябре отправлен из стана Государя первым воеводою Сторожевого полка на Арские народы, которых везде разбил, селения города их взял, и возвратился с большими трофеями. В октябре участвовал в осаде Казани,
В июне 1553 года командовал передовым полком в Калуге в связи с угрозой крымско-татарского набега.
В мае 1554 года командовал сторожевым полком под Коломной. После «роспуску больших воевод» оставлен в Коломне первым воеводой. В этом же году был первым в свадебном поезде казанского царя Симеона Касаевича и Марией Андреевной Кутузовой-Клеопиной.
В 1555 году первый воевода Сторожевого полка в Коломне, В 1555-1556 годах — наместник в Смоленске.
В 1558 году первый воевода Большого полка в походе из Пскова в Лифляндию. В этом же году находился на театре военных действий в Ливонии.
В 1559 году в походе «по крымским вестем» из Бронниц на рубеж р. Шивороны командовал полком левой руки во время царского похода против хана Девлет-Гирея, а после ухода больших воевод стоял с войском на поле под Тулою, а в августе оставлен в Дедилове первым воеводой. В этом же году пожалован в бояре.
В 1560 году — воевода в Пскове, откуда послан в Чебоксары, где и годовал первым воеводою.
В апреле 1561 года собирался с ратными людьми в Пскове, водил первым воеводою Большой полк в Ливонию к Юрьеву и другие места, после первый воевода в Вильяне.
В декабре 1562 года воевода в Пскове.
В 1563—1564 годах воевода в Смоленске.
В 1564 году — первый воевода в Смоленске.
В 1565—1575 годах заседал на Земском дворе.
В 1565 году в марте боярин и воевода в Смоленске. В этом же году князь Пётр Андреевич Куракин попал в царскую опалу. Он был отправлен в ссылку в Казань вместе с сыном Андреем и младшим братом Григорием. Их прежние вотчины были конфискованы в царскую казну, взамен они получили обширные владения в Казанском уезде. С тех пор его службы были связаны с Казанским краем. В 1565, 1571, 1574—1575 годах упоминается первым воеводою в Казани, в 1565 и 1566 годах давал казанским ссыльным дворы в Казани. В мае 1566 года, несмотря на последовавшую амнистию оставлен на поселение в Казанском крае.
В 1568—1569 годах первый воевода в Свияжске.
В 1575 году боярин князь Пётр Андреевич Куракин был казнён по приказу царя Ивана Грозного. Его имя внесено в синодик опальных Ивана Грозного.

## Семья
Братья :
- Григорий (ум. 1595)
- Иван (ум. 1567)
- Фёдор (ум. 1567)
- Дмитрий (ум. 1570)

Сын: Андрей Петрович Куракин (ум. 1615) — боярин и воевода.